# Harry Sylvanus Lickman
Harry Sylvanus Lickman, britanski general, * 1896, † 1956.